# 愛生病院
愛生病院（あいせいびょういん）は、岐阜県羽島郡笠松町にある医療機関。医療法人社団睦会が運営する病院である。正式名は、医療法人社団睦会愛生病院である。同一敷地内に「愛生介護医療院」「ふれあい訪問看護ステーション」「介護プランセンターあおぞら」があり、近くには関連施設の「ふれあい介護医療院」「グループホーム昭和館　まどか」「住宅型有料老人ホーム　ハートピア」「SL会館」がある。

## 沿革
- 1926年（大正15年）4月 - 服部医院として開設[1]。
- 1980年（昭和55年）：愛生病院に改称。病床数36床。
- 1983年（昭和58年）：医療法人化。医療法人社団睦会愛生病院となる。
- 1990年（平成2年）：老人保健施設開設。
- 1998年（平成10年）：愛生クリニック開設。
- 2017年（平成29年）：回復期リハビリテーション病棟開設。
- 2018年（平成30年）：介護医療院開設。
- 2023年（令和5年）  ：介護老人保健施設シルバーポートふれあいの家をふれあい介護医療院へ転換

## 診察科
- 内科
- 循環器科
- 胃腸科
- 放射線科
- 皮膚科
- リハビリテーション科

## 交通機関
- 岐阜バス笠松川島線「川島松倉」行き「円城寺」バス停下車、徒歩すぐ。
  - 名古屋鉄道名古屋本線・竹鼻線笠松駅より「川島松倉」行。
- 笠松町公共施設巡回町民バス「中野郵便局前」バス停下車、徒歩すぐ。
  - 名古屋鉄道名古屋本線・竹鼻線笠松駅より「米野高瀬」行。

## 参考資料
1. ↑  社団睦会 (2010年). “社団睦会について”. 2010年8月23日閲覧。